# 日本の味噌メーカー
日本の味噌メーカー（にほんのみそメーカー）では、日本にある味噌製造業者について説明する。

## 概要
味噌製造業は食品製造業に分類される業種であり、業界団体として全国味噌工業協同組合連合会が組織されている。製造業者は連合会加入企業だけで1080社あり、企業規模としては中小企業が多い。
都道府県別に見ると長野県が107社、福島県が72社、新潟県が62社となっている。生産量で見ると第1位が長野県、第2位が愛知県となっている。シェア第1位はマルコメ、第2位はハナマルキ、第3位はひかり味噌であり、3位まではいずれも長野県のメーカーである。

## 一覧

### 北海道地方
北海道

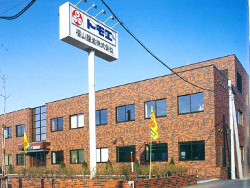
岩田醸造（紅一点、札幌市）
- 福山醸造（トモエ、札幌市）
- 日本清酒（寿みそ、札幌市）
- 服部醸造（マルハチ、八雲町）

- 福山醸造

### 東北地方
青森県
- かねさ（青森市）
- 津軽味噌醤油（マルシチ、大鰐町）
- ワダカン（十和田市）

宮城県
- 仙台味噌醤油（ジョウセン）（仙台市若林区）
- 佐藤麹味噌醤油店（ヤマシゲ）（仙台市若林区）

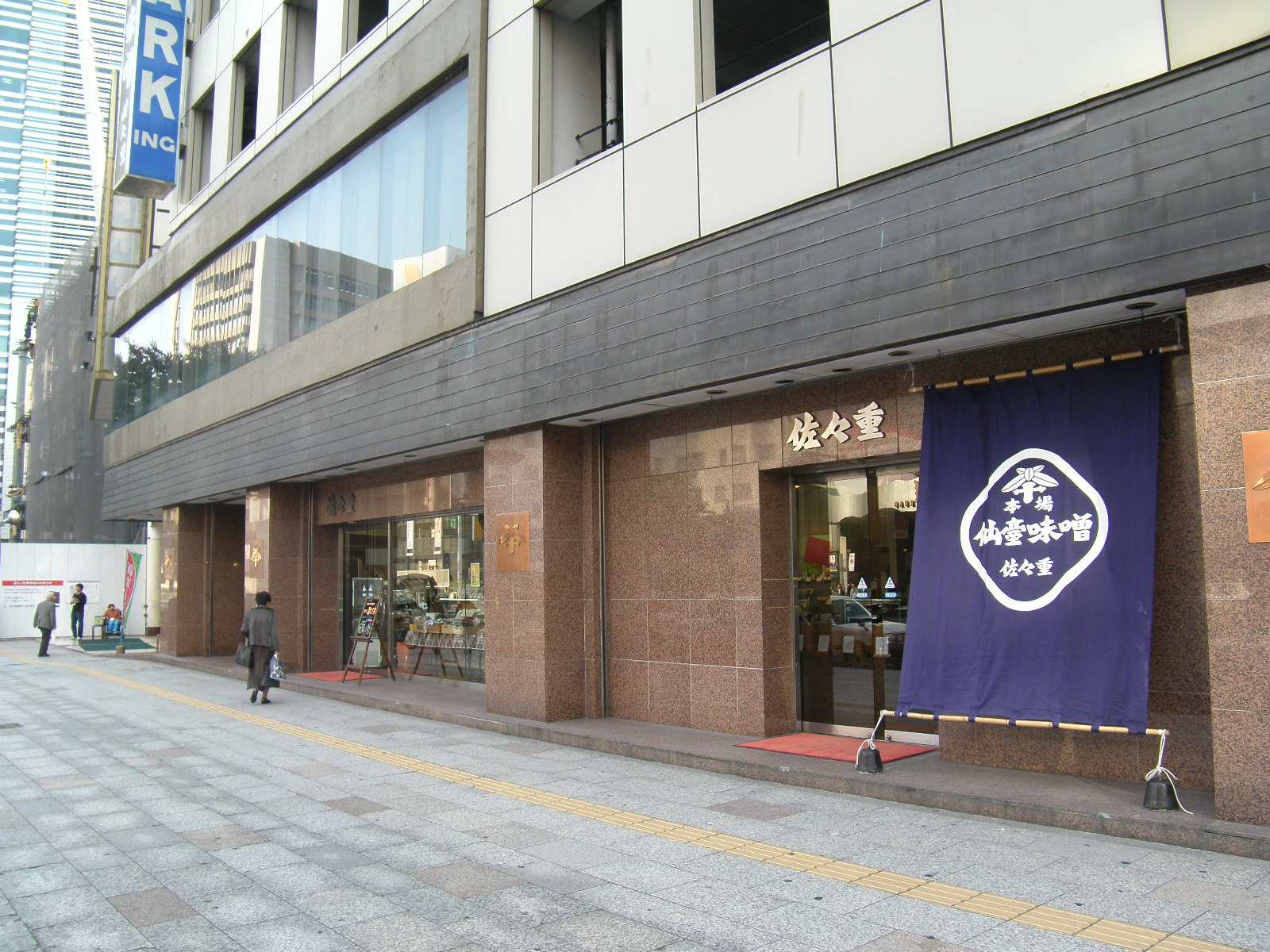
佐々重

- 佐々重（仙台市青葉区）
- 阿部幸商店（仙台市青葉区）
- 鎌田醤油（遠田郡美里町）
- 海老喜商店（エビキ）（登米市）

秋田県
- 小玉醸造（秋田味噌、潟上市）

福島県
- 会津天宝醸造（会津若松市）
- 山形屋商店（相馬市）

- 佐々重

### 関東地方
茨城県
- たつご味噌製造（高萩市）

栃木県
- ヤマサ味噌（栃木市）

埼玉県
- ヤマキ醸造（神川町）

東京都
- 神州一味噌（渋谷区）

神奈川県
- 日本味噌（横浜市神奈川区）

### 中部地方
新潟県
- 星野本店（越後味噌、神楽南蛮味噌、長岡市摂田屋）

富山県
- 日本海味噌醤油（中新川郡上市町） -　キダ・タロー作曲のコマーシャルソングが有名。　

※社名に醤油が入っているが、現在は製造していない。
- 飯澤醤油味噌（黒部市）
- 南日味噌醤油（富山市）
- 片口屋（射水市）
- 中六醸造元（射水市）
- 山元醸造（高岡市）
- ツルヤ味噌（氷見市）
- トナミ醤油（砺波市）
- 旭醤油味噌（小矢部市）
- 杉野味噌醤油（小矢部市）
- 城端醤油（南砺市）

長野県
- マルコメ（長野市）
- マルモ青木味噌醤油醸造場（長野市）
- 井上醸造（長野市）
- 酢屋亀本店（門前みそ、長野市）
- 丸山醸造（安曇野市）
- ハナマルキ（伊那市）
- マルマン（飯田市）
- 旭松食品（飯田市）
- 喜多屋醸造店（岡谷市）
- 竹屋（タケヤみそ、諏訪市）
- 神州一味噌（本店は諏訪市、本社は東京都渋谷区）
- 山高味噌（茅野市）
- ひかり味噌（諏訪郡下諏訪町）
- 丸正醸造 (二年味噌、松本市)
- 上高地みそ (松本市)
- 石井味噌店（松本市）
- 玉井味噌（東筑摩郡筑北村）
- 山印味噌（上田市）
- 信州味噌（山吹味噌、小諸市）

静岡県
- カネジュウ食品（焼津市）
- 伊豆フェルメンテ(三島市)

愛知県
- マルサンアイ（岡崎市）
- まるや八丁味噌（岡崎市）

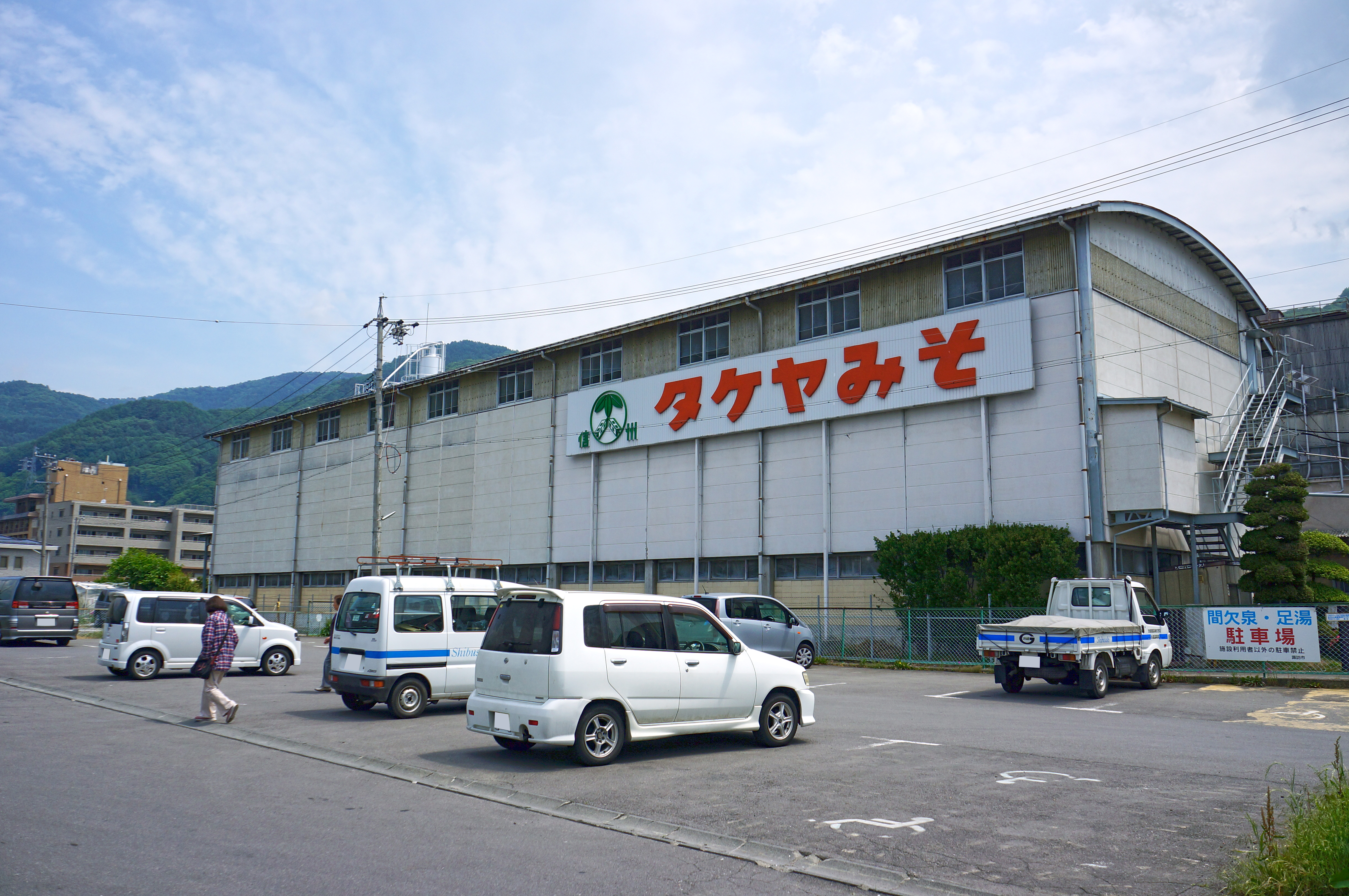
竹屋
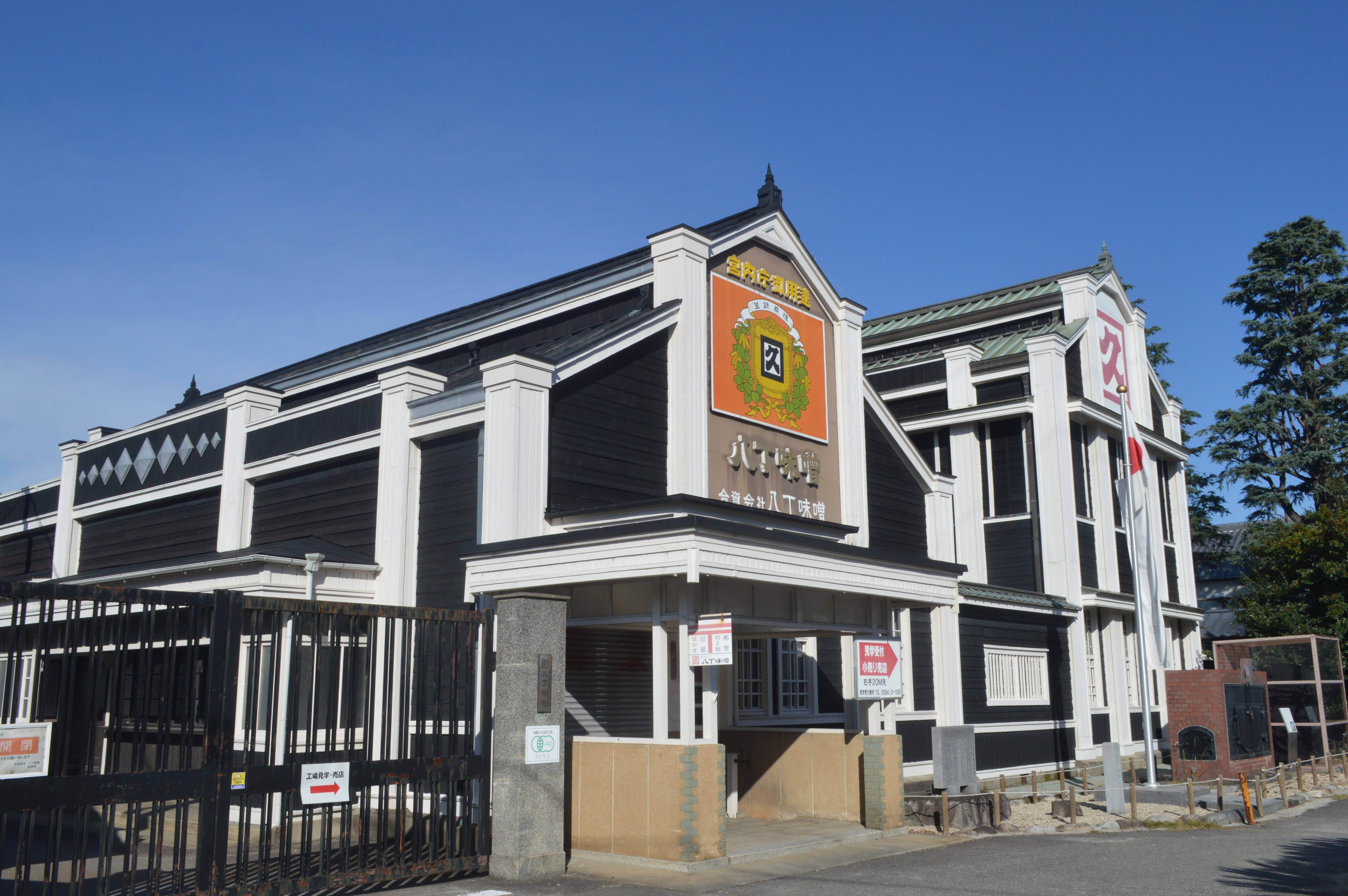
合資会社八丁味噌（カクキュー、岡崎市）
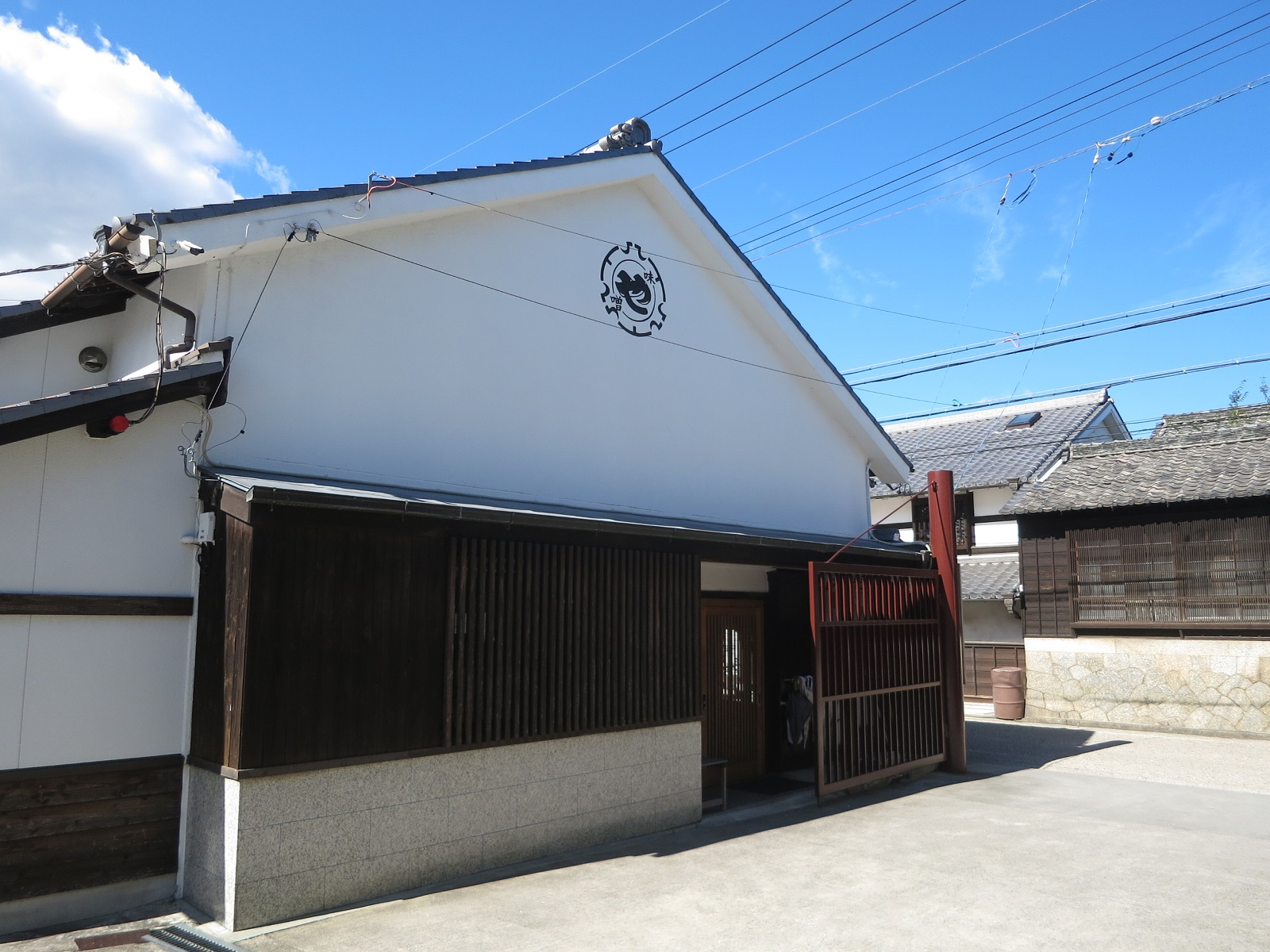
まるや八丁味噌
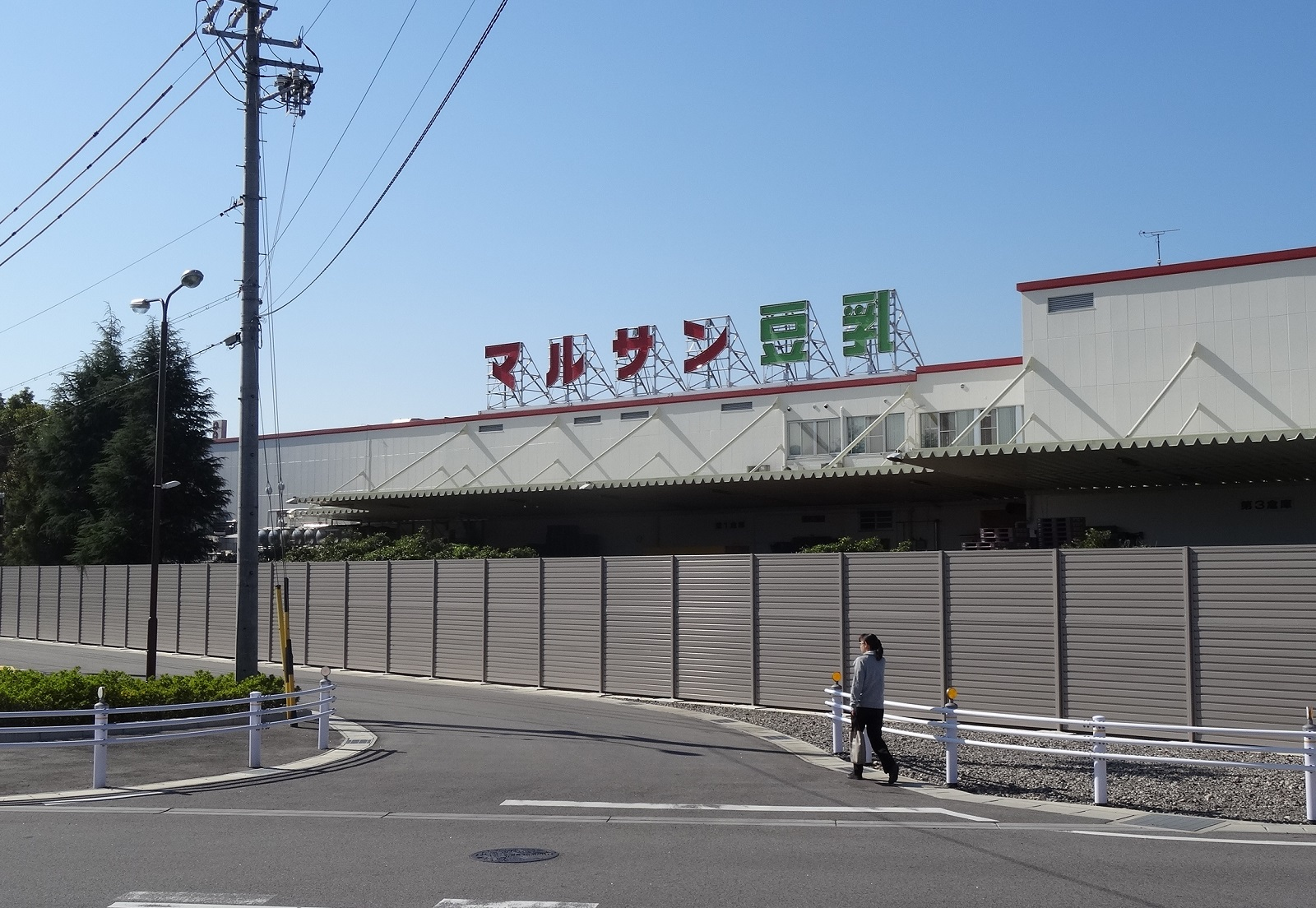
マルサンアイ
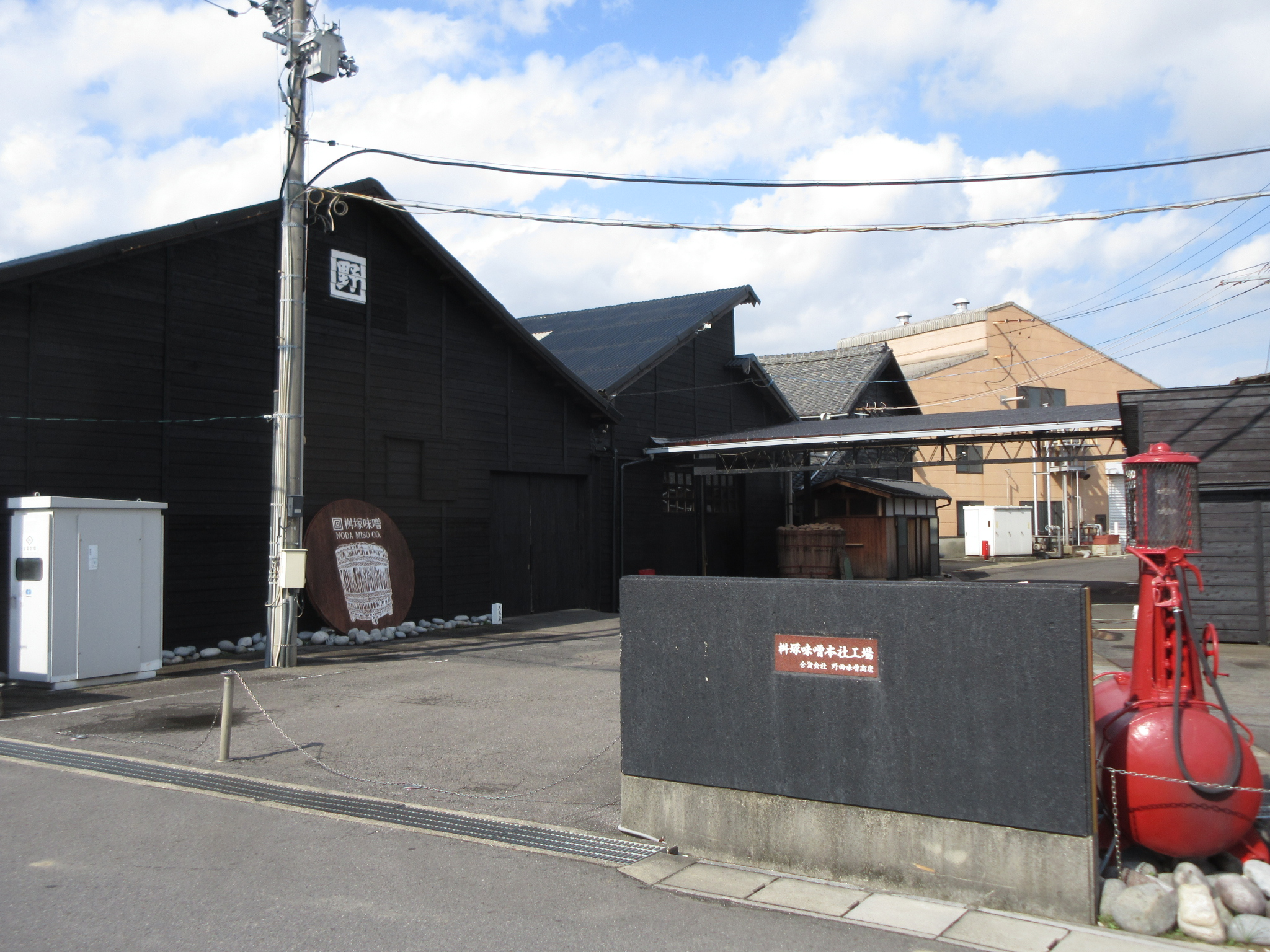
のだみそ（桝塚味噌、豊田市）
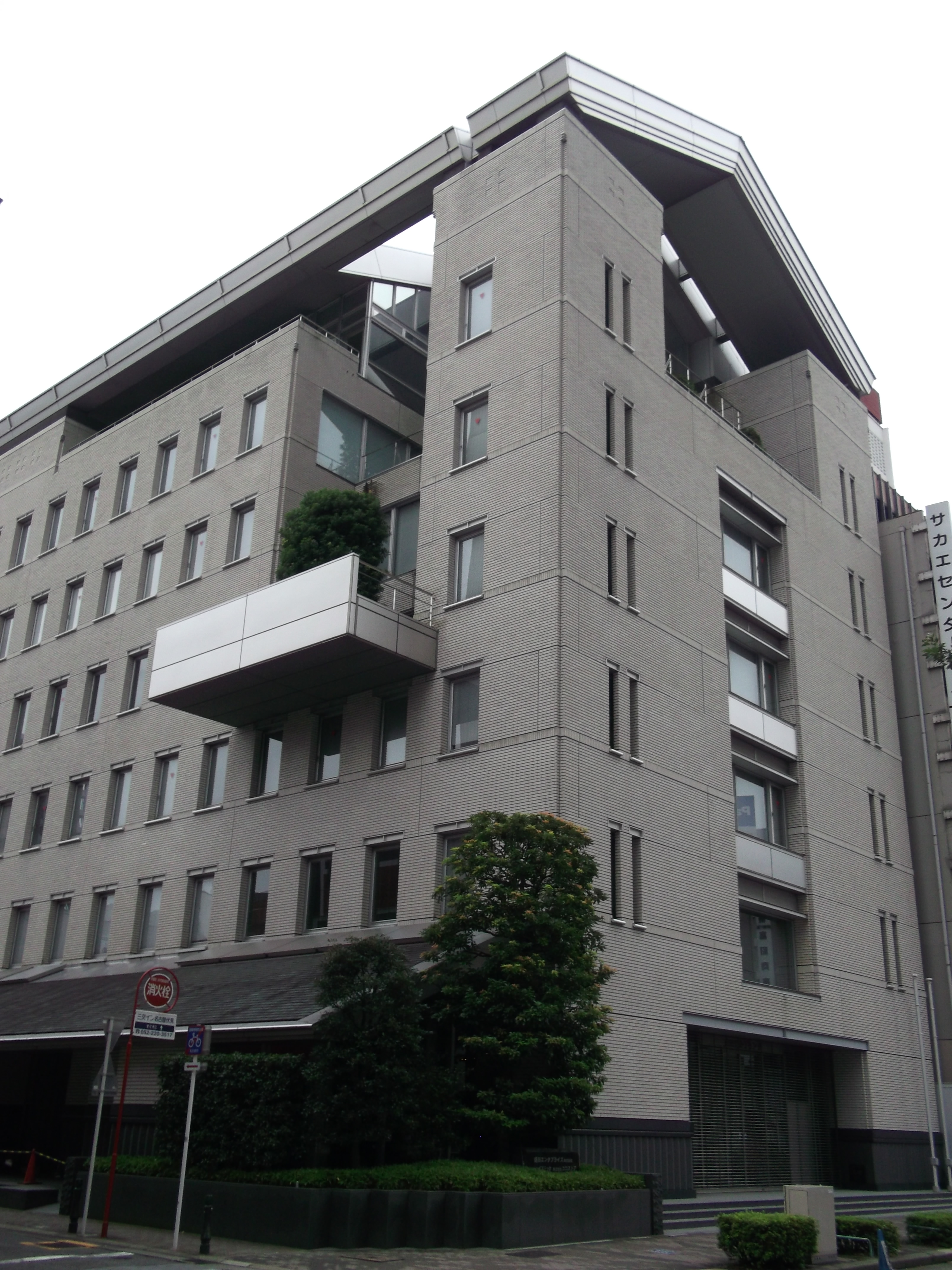
盛田
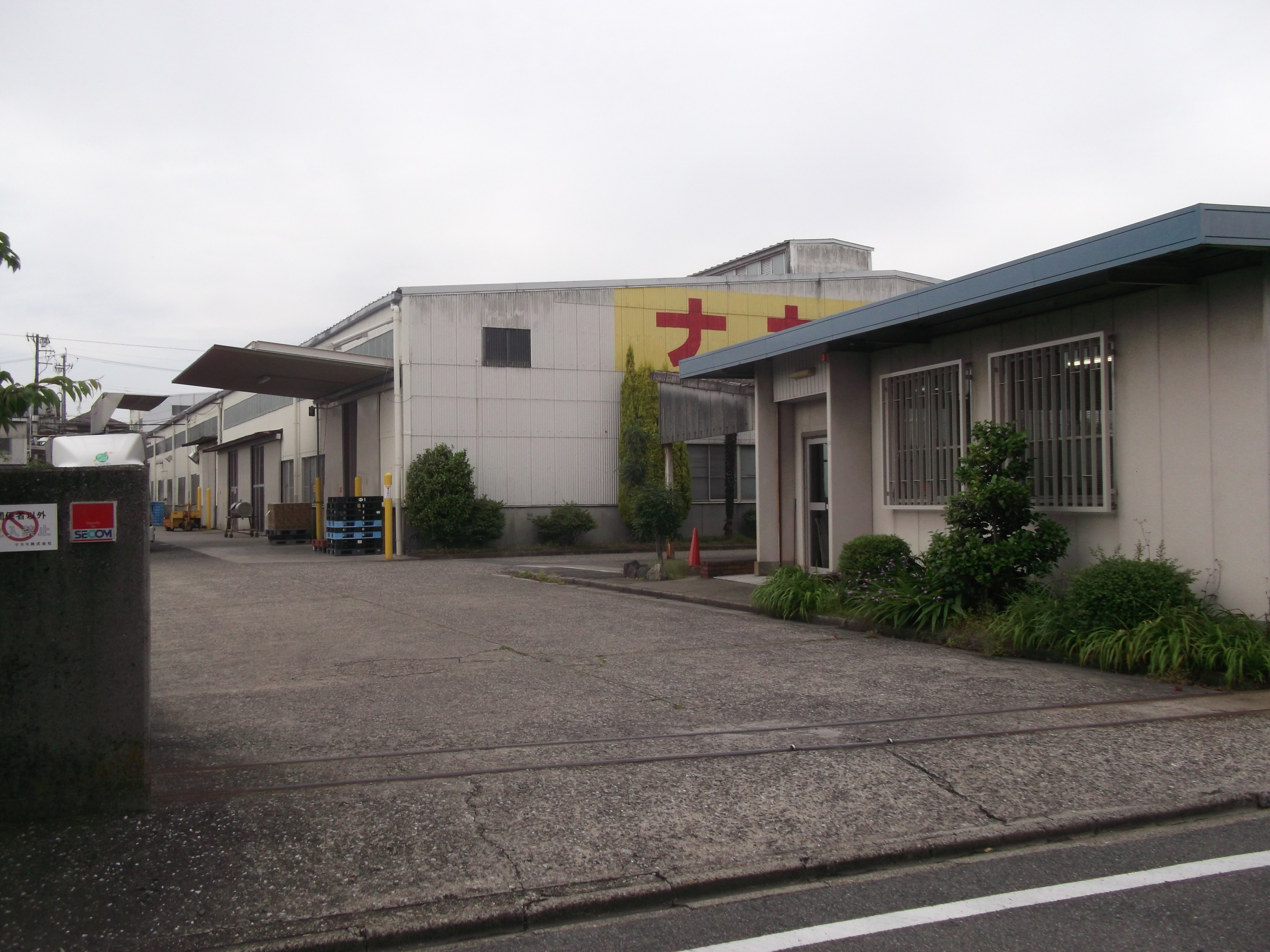
ナカモ

- イチビキ（名古屋市熱田区）
- キッコーナ（名古屋市北区）
- 盛田（名古屋市中区）
- ナカモ（清須市）

- 竹屋
- カクキュー
- まるや八丁味噌
- マルサンアイ
- のだみそ
- 盛田
- ナカモ

### 近畿地方

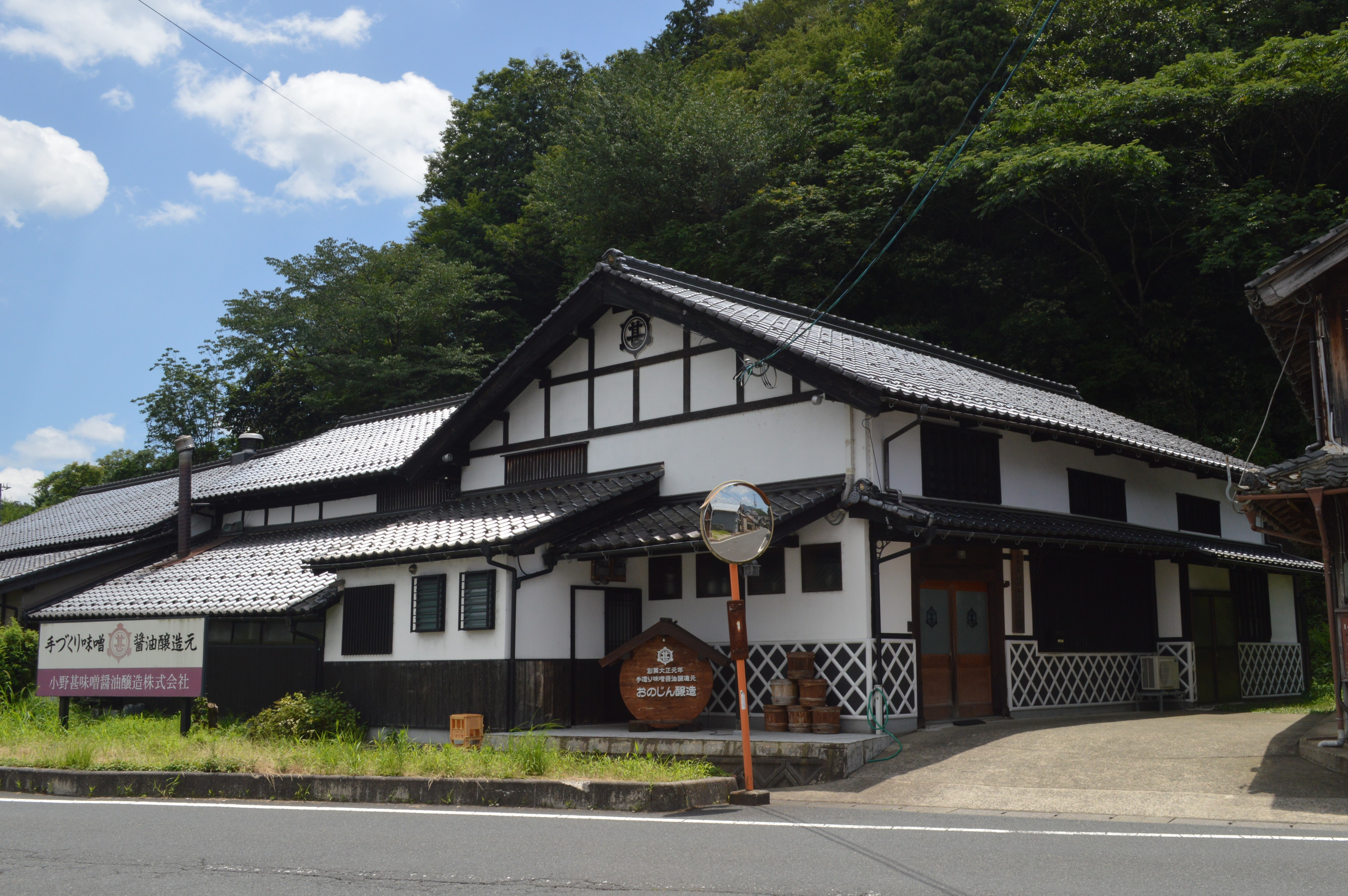
小野甚味噌醤油醸造

京都府
- 石野味噌（京都市）
- 本田味噌本店（京都市）
- 山利商店（京都市）
- 御幸町関東屋（京都市）
- 西京味噌（京都市）
- 田辺宗（京都市）
- 京みそ（京都市）
- しま村（京都市）
- 加藤商店（京都市）
- 一の倉（京都市）
- 片山商店（亀岡市）
- 吉兆味噌（京田辺市）
- 小野甚味噌醤油醸造（京丹後市）

大阪府
- 大源味噌（大阪市）
- 辰巳屋味噌（大阪市）
- 田村商店（大阪市）
- 村田味噌（大阪市）
- 米忠味噌（大阪市）
- 旭漬物味噌（大阪市）
- 住乃江味噌池田屋本舗（大阪市）
- 大阪調味食品（大阪市）
- 一久味噌釀造（大阪市）
- 伊豫又食品工業（大阪市）
- 糀屋雨風（堺市）
- 南宗味噌（岸和田市）
- 塩田味噌（守口市）
- キタオカ（八尾市）

兵庫県
- 六甲味噌製造所（芦屋市）
- 松井味噌（明石市）
- ナイトウ（姫路市）
- 小松屋（姫路市）
- 中野醸造（養父市）
- こがね味噌（八鹿町）
- 足立醸造（多可町）
- かわばたみそ（洲本市）

三重県
- サンジルシ醸造（桑名市）
- 伊賀越（伊賀市）

奈良県
- 嶋田味噌・麹醸造元（磯城郡田原本町）
- いせ弥（宇陀市）
- 梅谷醸造元（吉野郡吉野町）

- 小野甚味噌醤油醸造

### 中国地方
鳥取県
- 楠城屋商店（鳥取市）
- ヒシクラ（倉吉市） - 2024年1月に自主廃業を決定。ヒシクラの味みそについては、倉吉市の東宝企業が商標・レシピを譲り受け、広島県のますやみそに製造を委託し系列のスーパー東宝ストア・新あじそうにて「東宝の味みそ」として復活販売。

島根県
- 小西本店（錦味噌、松江市）

広島県
- ますやみそ（呉市）
- 新庄みそ（広島市）

山口県
- シマヤ（周南市） - 「だしの素」で全国的に有名な会社だが、味噌は山口県のみの販売
- とくぢ味噌（山口市）
- マルイチ彦島醸造工場（彦島みそ、下関市）
- 加藤味噌醤油醸造場（下関市）

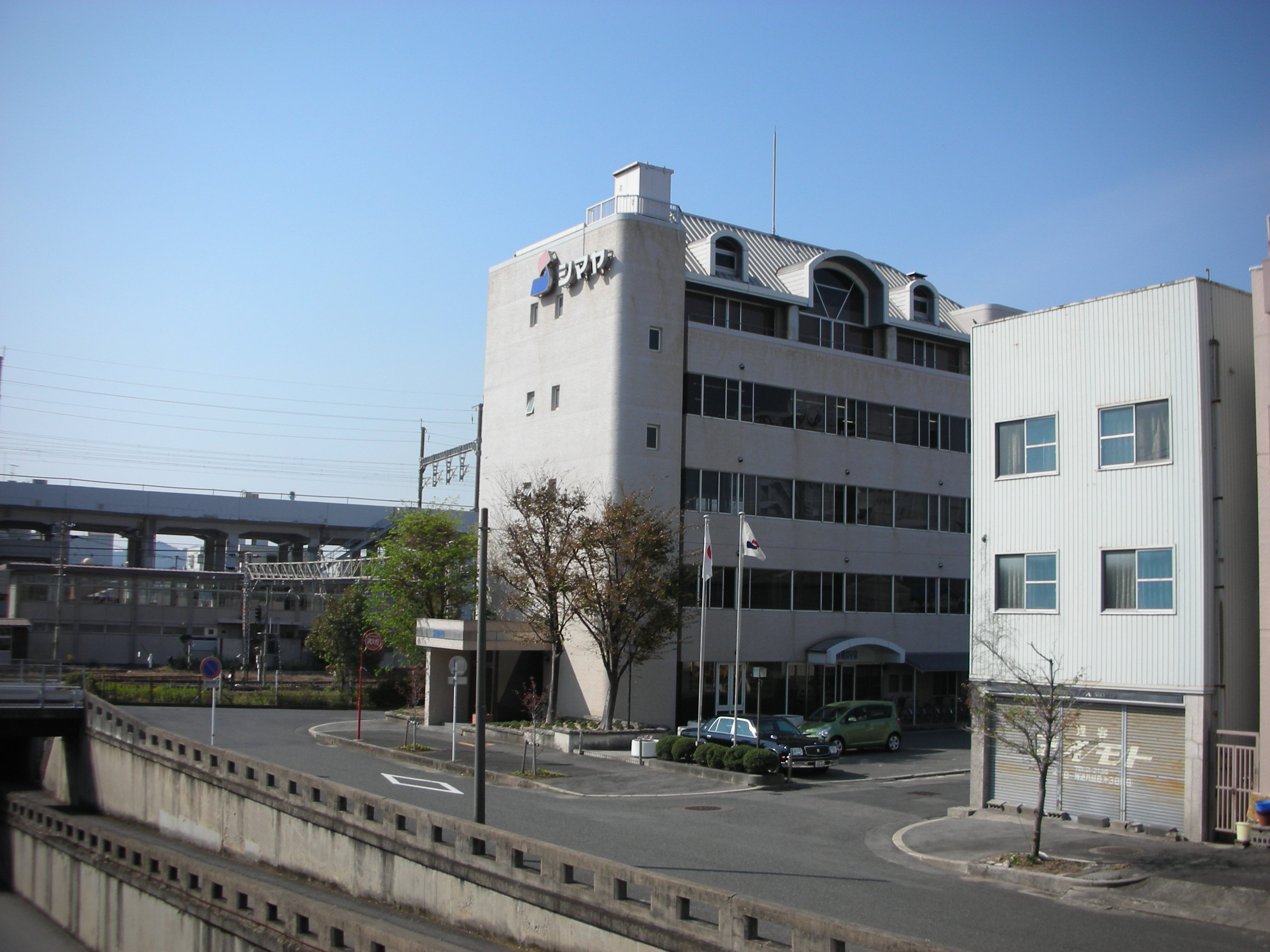
シマヤ

### 四国地方

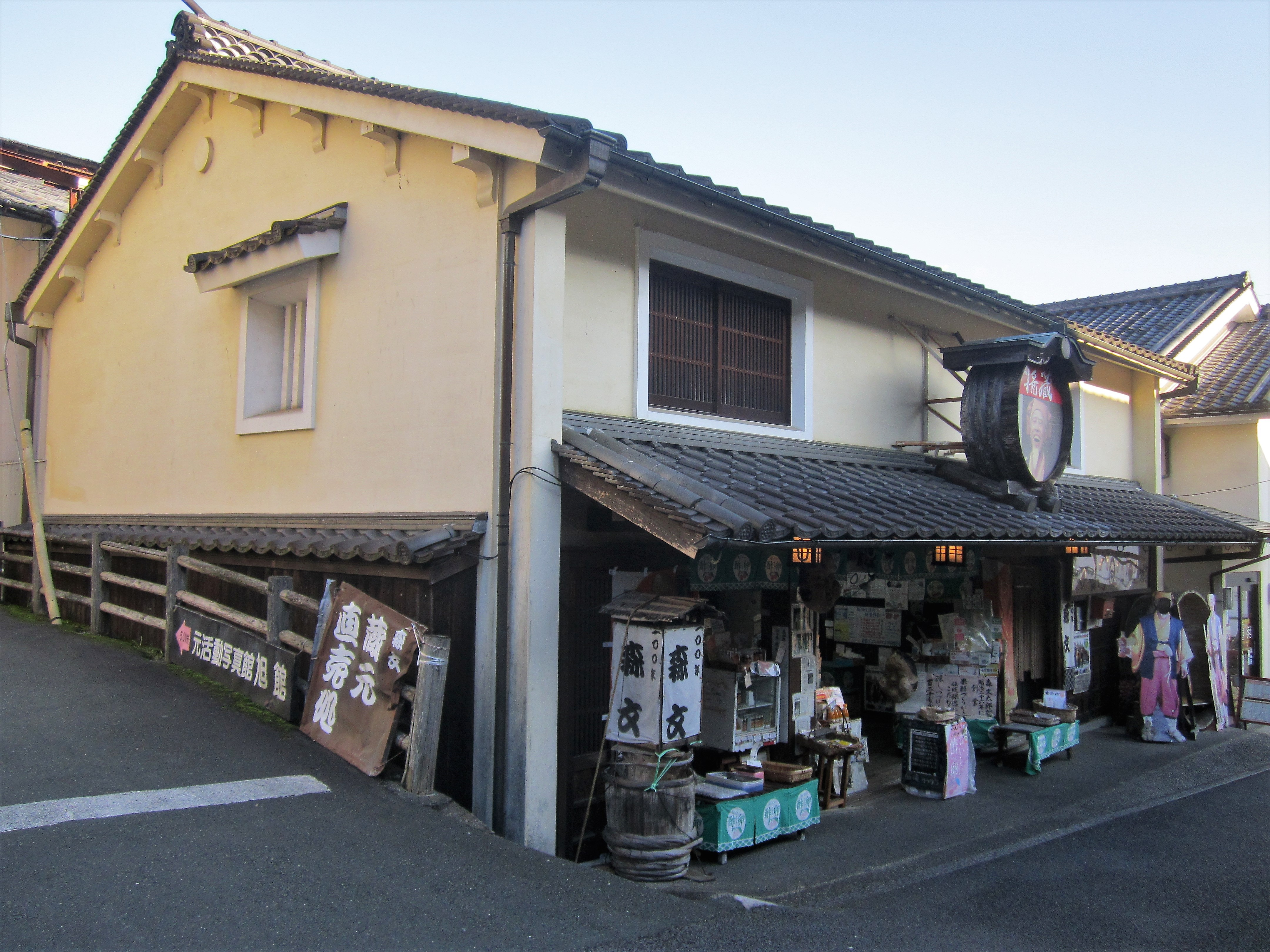
森文醸造

徳島県
- かねこみそ（板野郡藍住町）
- ヤマク食品（板野郡藍住町）

香川県
- イヅツみそ（観音寺市豊浜町)

愛媛県
- 後藤商店（松山市）
- 曽我増平商店（今治市）
- 義農味噌（松前町）
- 矢野味噌（大洲市）
- 森文醸造（喜多郡内子町）

高知県
- 丸共味噌醤油（須崎市）

- 森文醸造

### 九州・沖縄地方
福岡県
- ニビシ醤油（古賀市）
- 大和味噌醸造（福岡市東区）
- マルヱ醤油（みやま市）
- アサヒ醸造（柳川市）
- 鶴味噌醸造（柳川市）

佐賀県
- 宮島醤油（唐津市）

長崎県
- チョーコー醤油（長崎市）

熊本県
- ホシサン（熊本市）
- フンドーダイ五葉（熊本市）
- 松合食品（宇城市）
- 丸亀醤油（山鹿市）
- 山内本店（菊池郡菊陽町）

大分県
- マルマタしょう油（日田市）
- まるはら（日田市）
- フンドーキン醬油（臼杵市）
- 富士甚醤油（臼杵市）

宮崎県
- ヤマエ食品工業（ヤマエみそ）（都城市）

鹿児島県
- 横山味噌醤油醸造店（かねよ）（鹿児島市）
- 藤安醸造（ヒシク）（鹿児島市）
- キンコー醤油（鹿児島市）
- 吉村醸造（サクラカネヨ）（いちき串木野市）

沖縄県
- 玉那覇味噌醤油（まるたま味噌）（那覇市） ※社名に醤油が入っているが、現在は製造していない。
- 赤マルソウ（糸満市）

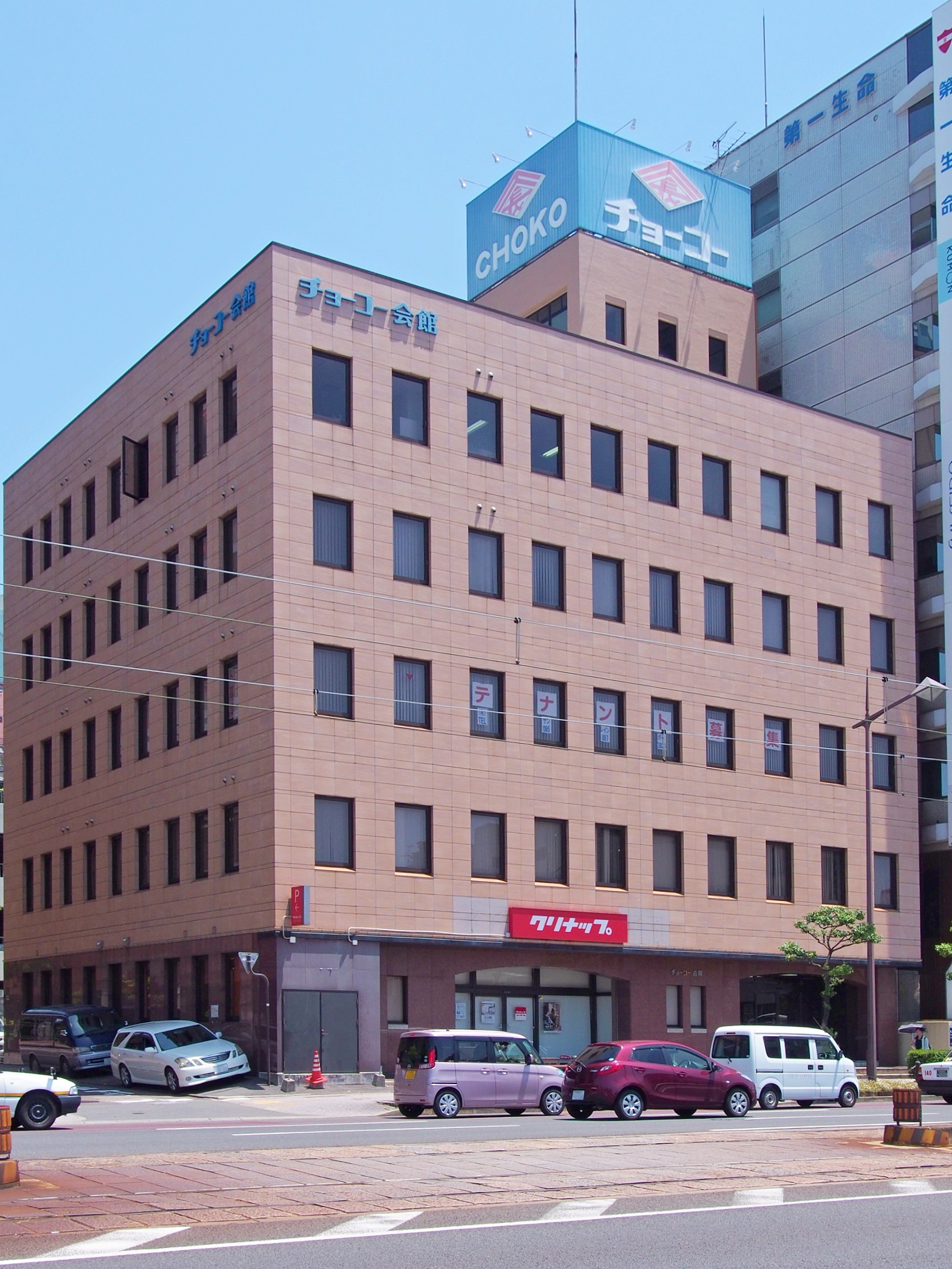
チョーコー醤油
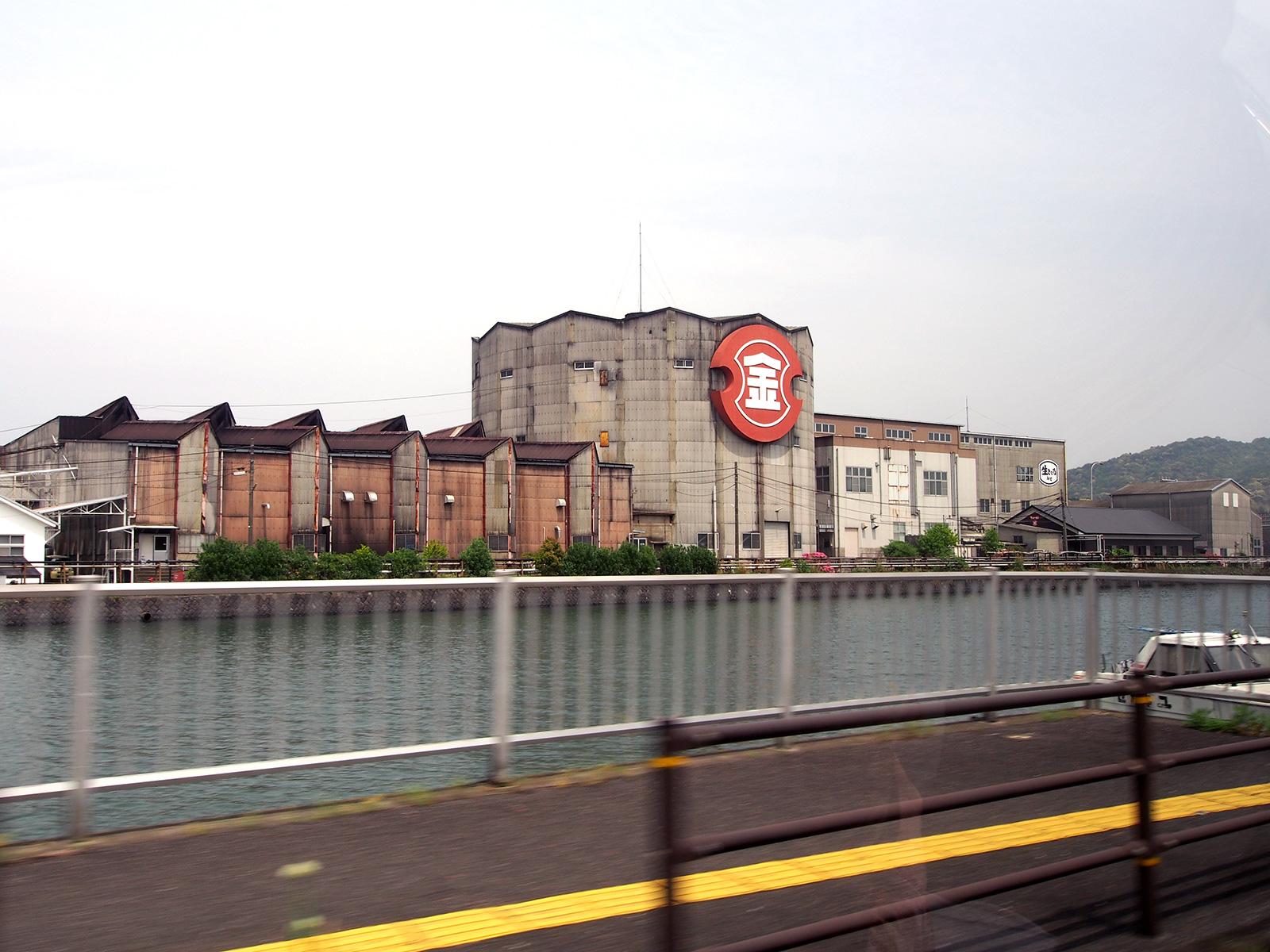
フンドーキン醤油